# راسيل نورث
راسيل نورث (بالإنجليزية: Russ North)‏ هو مغني بريطاني، ولد في 22 يوليو 1965 في بنشل ‏ في المملكة المتحدة.

## وصلات خارجية
- راسيل نورث على موقع ميوزك برينز (الإنجليزية)
- راسيل نورث على موقع ديسكوغز (الإنجليزية)